# Takev
Takev is een stad in Cambodja en is de hoofdplaats van de provincie Takev.
Takev telt ongeveer 52.000 inwoners.